# Ernst von Schimmelmann

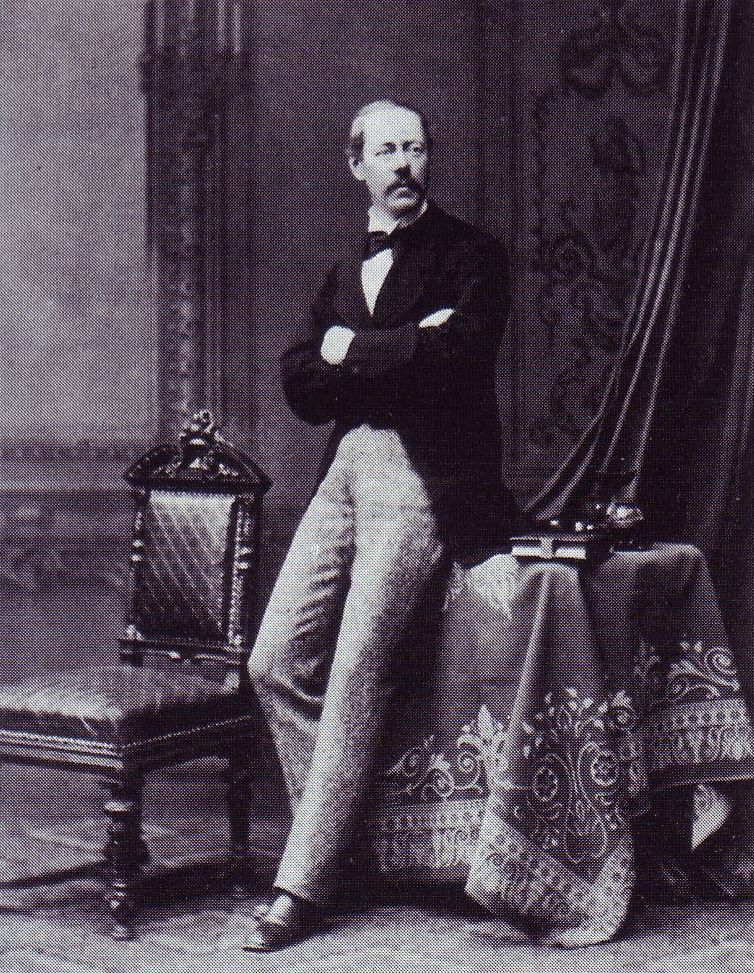
Ernst von Schimmelmann

Graf Ernst von Schimmelmann-Ahrensburg (* 14. Mai 1820 in Altona; † 2. Juli 1885 auf Schloss Ahrensburg) war ein deutscher Großgrundbesitzer.

## Leben
Ernst von Schimmelmann war ein Urenkel von Heinrich Carl von Schimmelmann. Er studierte an den Universitäten Heidelberg und Kiel. 1840 wurde Mitglied des Corps Guestphalia Heidelberg. 1841 schloss er sich dem Corps Slesvico-Holsatia Kiel an. Nach dem Studium wurde er Besitzer des Fideikommisses Schloss Ahrensburg und von Schloss Lindenborg bei Aalborg in Nordjütland. Er trug den Titel Wirklicher Geheimer Rat mit der Anrede Exzellenz. Von 1867 bis zu seinem Tod 1885 war von Schimmelmann Mitglied des Preußischen Herrenhauses.
Mit seiner Frau Adelaide von Schimmelmann geb. Freiin von Lützerode (Schwester von Olga von Lützerode), hatte er u. a. den Sohn Carl, Lehnsgraf auf Lindenborg, die Tochter Adeline von Schimmelmann und den Sohn Werner, kgl. dän. Hofjägermeister. Die Tochter Fanny (1846–1918) war mit August zu Solms-Wildenfels verheiratet. Die Tochter Auguste (1847–1921) war mit Ernstotto zu Solms-Laubach verheiratet.